# Douglas Bell
Douglas Bell (Douglas Richmond Bell; * 4. November 1908; † 19. Oktober 1944) war ein britischer Diskus- und Hammerwerfer.
Bei den British Empire Games 1934 in London gewann er für England startend Silber im Diskuswurf und wurde Fünfter im Hammerwurf.

## Persönliche Bestleistungen
- Diskuswurf: 43,54 m, 1. Juni 1936, London
- Hammerwurf: 38,78 m, 1934